# Pove del Grappa
Pove del Grappa is een gemeente in de Italiaanse provincie Vicenza (regio Veneto) en telt 2991 inwoners (31-12-2004). De oppervlakte bedraagt 9,8 km², de bevolkingsdichtheid is 305 inwoners per km².
De volgende frazioni maken deel uit van de gemeente: Ponte San Lorenzo.

## Demografie
Pove del Grappa telt ongeveer 1124 huishoudens. Het aantal inwoners steeg in de periode 1991-2001 met 15,0% volgens cijfers uit de tienjaarlijkse volkstellingen van ISTAT.
| Jaar | Inwoneraantal |
| ---- | ------------- |
| 1991 | 2475          |
| 2001 | 2846          |

## Geografie
De gemeente ligt op ongeveer 163 m boven zeeniveau.
Pove del Grappa grenst aan de volgende gemeenten: Bassano del Grappa, Borso del Grappa (TV), Cismon del Grappa, Romano d'Ezzelino, San Nazario, Solagna.